# Volkswagen Talagon
O Volkswagen Talagon (em chinês:  大众揽境, transl. Dàzhòng Lǎnjìng) é um SUV crossover com três fileiras de assentos fabricado pela montadora alemã Volkswagen por meio da joint venture FAW-Volkswagen na China desde 2021. É o maior modelo de SUV produzido pela empresa e também o segundo maior veículo baseado na plataforma MQB, depois da minivan Viloran.

## Visão geral
O Talagon foi visualizado por um veículo conceito quase em produção chamado SMV (Sport Multi-Purpose Vehicle) em abril de 2019. A versão de produção foi revelada na Auto Shanghai em abril de 2021. O veículo é baseado na plataforma modular MQB em sua configuração mais esticada. Considerado um modelo irmão do Teramont/Atlas, é ligeiramente maior em cerca de 110 mm de comprimento e 12 mm de largura.

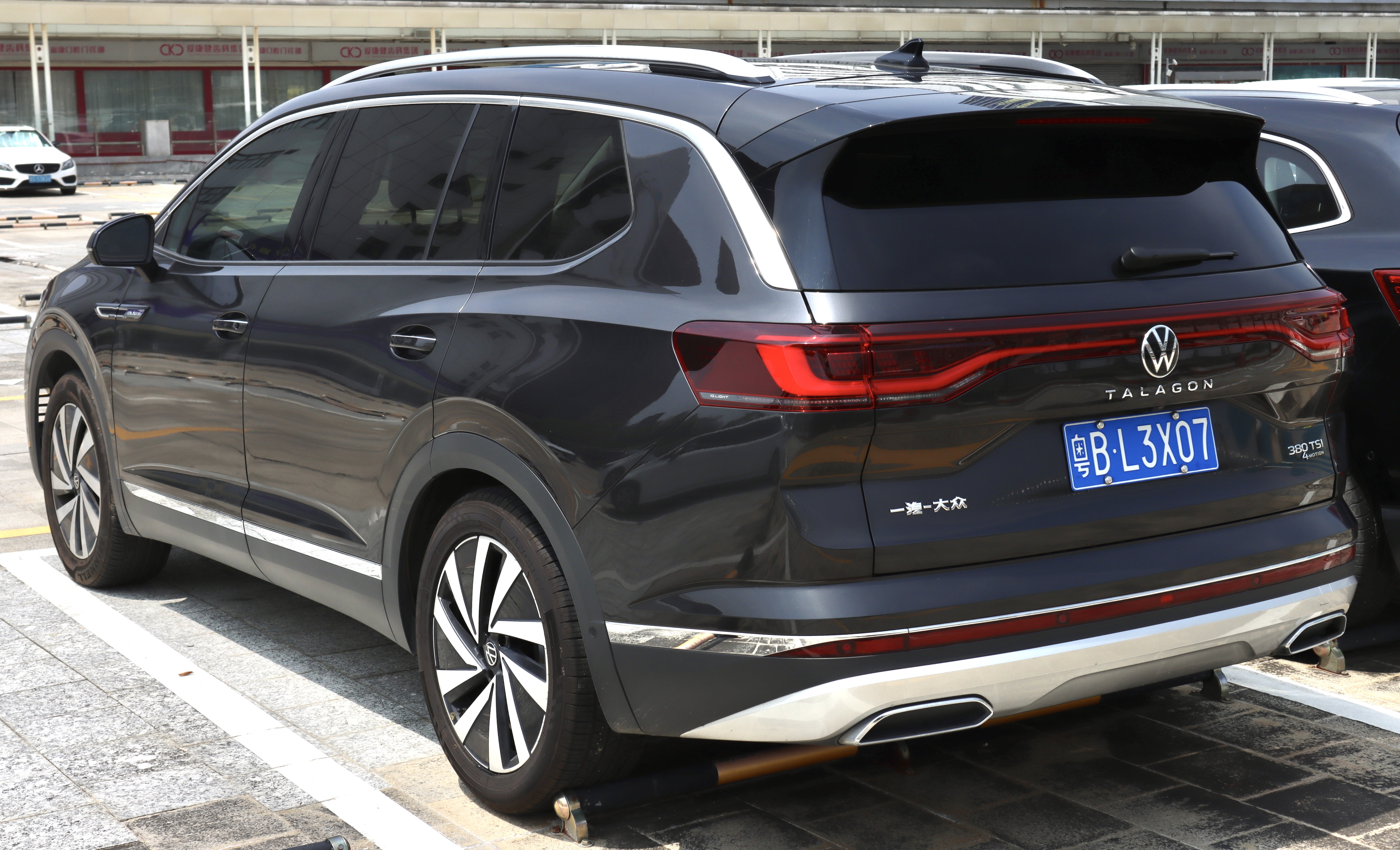
Vista traseira
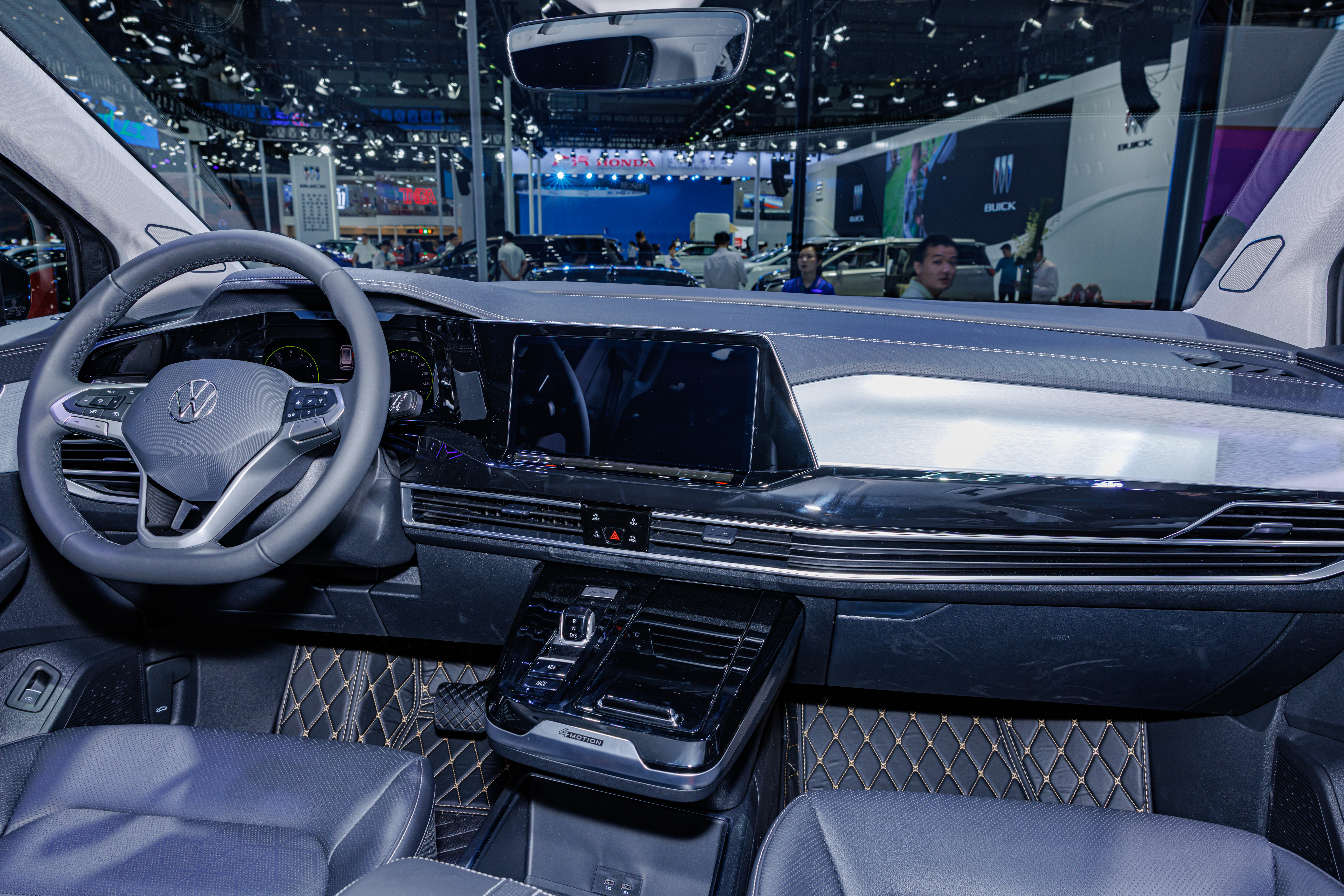
Interior

### Trem de força
As configurações do motor são provenientes do Teramont, que incluem um motor turboalimentado de 2,0 litros que pode produzir 186 cv e 220 cv, rotulados como '330 TSI' e '380 TSI', respectivamente. Um motor VR6 de 2,5 litros rotulado como '530 V6' também é oferecido. Todas as configurações são combinadas com uma transmissão DSG úmida de 7 marchas.
| Motores a gasolina | Motores a gasolina | Motores a gasolina | Motores a gasolina | Motores a gasolina | Motores a gasolina      |
| Modelo             | Cilindrada         | Série              | Potência           | Torque             | Transmissão             |
| ------------------ | ------------------ | ------------------ | ------------------ | ------------------ | ----------------------- |
| 2.0 '330 TSI'      | 1.984 cc I4        | EA888 (DPL)        | 186 cv             | 320 N⋅m            | Câmbio DSG de 7 marchas |
| 2.0 '380 TSI'      | 1.984 cc I4        | EA888 (DKX)        | 220 cv             | 350 N⋅m            | Câmbio DSG de 7 marchas |
| 2.5 '530 V6'       | 2.492 cc VR6       | EA390 (DPK/DDK)    | 299 cv             | 500 N⋅m            | Câmbio DSG de 7 marchas |